# 上尾郵便局
上尾郵便局（あげおゆうびんきょく）は埼玉県上尾市にある郵便局。民営化前の分類では集配普通郵便局であった。

## 概要
住所：〒362-8799 埼玉県上尾市谷津1-87-1

### 併設施設
- ゆうちょ銀行上尾店（さいたま支店上尾出張所）：取扱店番号030480

## 沿革
- 1872年8月4日（明治5年7月1日） - 上尾郵便取扱所として開設[1]。
- 1873年（明治6年） - 上尾郵便役所となる[1]。
- 1875年（明治8年）1月1日 - 上尾郵便局（四等）となる[1]。
- 1883年（明治16年）10月21日 - 郵便物の逓送を郵便馬車から鉄道輸送に切り換えた[2]。
- 1885年（明治18年）7月25日 - 貯金取扱を開始[1]。
- 1890年（明治23年）7月16日 - 為替取扱を開始[1]。
- 1950年（昭和25年）9月 - 上尾宿中宿334番地-1[3]（中山道と駅前通りの交差点付近、現まるひろ）の場所に局舎を新築する[2]。
- 1957年（昭和32年）3月1日 - 原市郵便局から電話交換事務を移管[4]。
- 1964年（昭和39年）4月29日 - 電話交換事務、和文電報配達事務、欧文電報受付配達事務および国際電報受付事務を、上尾電報電話局に移管。
- 1965年（昭和40年）
  - 7月1日 - 住居表示が実施され、所在地が上尾市上尾宿中宿334番地-1[2]から宮本町となる。
  - 7月25日 - 特定郵便局から普通郵便局に局種別改定するとともに、平方郵便局[5]から集配業務を移管。
- 1970年（昭和45年）3月 - 上尾市宮本町15番13号（国道17号沿い）に新築移転[3]。地上2階地下1階建てのRC造で、総工費は1億1486万円であった[2]。
- 1988年（昭和63年）5月30日 - 上尾市宮本町から同市谷津一丁目に移転。
- 1997年（平成9年）6月23日 - 外国通貨の両替および旅行小切手の売買に関する業務取扱を開始。
- 2007年（平成19年）10月1日 - 民営化に伴い、併設された郵便事業上尾支店、ゆうちょ銀行上尾店に一部業務を移管。
- 2012年（平成24年）10月1日 - 日本郵便株式会社発足に伴い、郵便事業上尾支店を上尾郵便局に統合。

## 取扱内容

### 上尾郵便局
- 郵便、印紙、ゆうパック、内容証明
- 生命保険、バイク自賠責保険、自動車保険、がん保険、引受条件緩和型医療保険
- 上尾市内および北足立郡伊奈町内の集配業務
- ゆうゆう窓口

### ゆうちょ銀行上尾店
- 貯金、貸付、為替、振替、振込、国際送金、外貨両替、国債、投資信託、変額年金保険、住宅ローン
- ATM

## 周辺
- アリコベール
- イトーヨーカドー上尾店
- 国道17号

## アクセス
- JR高崎線 上尾駅（西口）から徒歩約6分
- 東武バス 上尾仲町停留所、上尾市内循環バス（ぐるっとくん） 上尾駅西口停留所もしくは谷津停留所下車
- 東北自動車道 岩槻ICから北西へ約11km、久喜ICから南西へ約13km
- 圏央道 川島ICから東へ約13km
- 駐車場あり：40台